# Вайсс, Фрэнк
Франклин «Фрэнк» Вайсс (англ. Frank Weiss) — американский аниматор, режиссёр. Более известен по работе над мультсериалами «Губка Боб Квадратные Штаны», «Финес и Ферб», «Эй, Арнольд!» и «Что новенького, Скуби-Ду?».

## Биография и карьера
Франклин Гарфилд Вайсс родился 4 июля 1951 года в Ханфорде, штат Калифорния, США. Окончил Киношколу Нью-Йорка (Школа искусств Тиш при Нью-Йоркском университете), где учился на программе «Кино и телевидение».
Вайсс начал свою карьеру в 29 лет в компании «Planet Pictures», где работал над анимацией для рекламных роликов, трейлеров, рекламных фильмов, образовательных фильмов и музыкальных клипов. После них Фрэнк работал в таких проектах, как «Люди Икс», «Пинки и Брейн», «Экстремальные охотники за привидениями», «Дакмен» и «Эй, Арнольд!». После «Эй, Арнольд!» Вайсс начал работу над анимацией второго и третьего сезонов «Губки Боба». После завершения производства третьего сезона Фрэнк ушёл в проект «Что новенького, Скуби-Ду?», а после — в «Финес и Ферб», мультсериал бывшего сценариста Губки Боба, Дэна Повенмайра. На протяжении своей карьеры Вайсс работал в таких студиях, как «Disney Television Animation», «Nickelodeon Animation Studio», «Warner Bros. Animation», «DreamWorks Animation» и «Bento Box Entertainment».

### Личная жизнь
Фрэнк женат c 1988 года на Силии Кендрик, режиссёре и художнице раскадровки, которая работала над проектами «Ох уж эти детки!», «Гравити Фолз» и Симпсоны; в настоящее время проживает в Лос-Анджелесе.

## Фильмография

### Телевидение
| Годы      | Название                               | Примечания                                              |
| --------- | -------------------------------------- | ------------------------------------------------------- |
| 1988      | Gumby Adventures                       | Анимационный режиссёр                                   |
| 1993      | Овощные истории                        | Хронометрист                                            |
| 1994      | Дакмен                                 | Производственный менеджер                               |
| 1996      | Жизнь с Луи                            | Аниматор                                                |
| 1996—1997 | Люди Икс                               | Анимационный режиссёр                                   |
| 1997      | Озорные анимашки                       | Хронометрист                                            |
| 1997      | Пинки и Брейн                          | Хронометрист                                            |
| 1997      | Экстремальные охотники за привидениями | Аниматор                                                |
| 1998—2003 | Эй, Арнольд!                           | Режиссёр, анимационный режиссёр, аниматор, хронометрист |
| 1998      | Коровка и Петушок                      | Анимационный режиссёр, аниматор                         |
| 2001—2003 | Губка Боб Квадратные Штаны             | Анимационный режиссёр, аниматор                         |
| 2002—2005 | Что новенького, Скуби-Ду?              | Аниматор                                                |
| 2008—2012 | Финес и Ферб                           | Анимационный режиссёр, аниматор                         |
| 2013      | Бриклберри                             | Аниматор                                                |
| 2014      | 7 гномов                               | Анимационный режиссёр                                   |
| 2016      | Приграничный городок                   | Хронометрист                                            |
| 2016      | Дядя Деда                              | Хронометрист                                            |
| 2017      | Будь классным, Скуби-Ду!               | Аниматор                                                |
| 2017      | Wacky Races                            | Аниматор                                                |
| 2018—2019 | Harvey Street Kids                     | Аниматор                                                |
| 2021      | Шоу Патрика Стара                      | Хронометрист                                            |

### Фильмы
| Годы | Название          | Примечания            |
| ---- | ----------------- | --------------------- |
| 2002 | Арнольд!          | Анимационный режиссёр |
| 2020 | Губка Боб в бегах | Анимационный режиссёр |